# Barajul celor Trei Defileuri
Barajul Sanxia sau Barajul celor Trei Defileuri (chin. 三峡大坝/三峽大壩, Sānxiá Dàbà), denumit și Lacul de acumulare Sanxia, este un lac de acumulare hidroelectric situat pe cursul lui Yangtze în China și a fost dat în folosință pe data de 20 mai 2003.
Este cel mai mare baraj de pe glob. Acesta este amplasat în regiunea renumită a Celor Trei Defileuri (Qutang, Wuxia și Xiling) în provincia Hubei între orașele Yichang și Chongqing.

## Critici
Barajul Celor Trei Defileuri a suferit multe critici.  
Criticii care susțineau necesitatea realizării lui au motivat cu rolul pe care-l va juca barajul: 
- în preîntâmpinarea inundațiilor din regiune,
- asigurarea necesarului de energie electrică
- îmbunătățirea pe fluviu a sistemului de navigație.

Criticii adversari ai proiectului erau convinși că:
- barajul va produce catastrofe ecologice
- va fi periclitat sistemul socio-cultural al regiunii..

## Localizare
Barajul este situat la coordonatele: 
30°49′42″N 111°0′35″E / 30.82833°N 111.00972°E

## Galerie de imagini

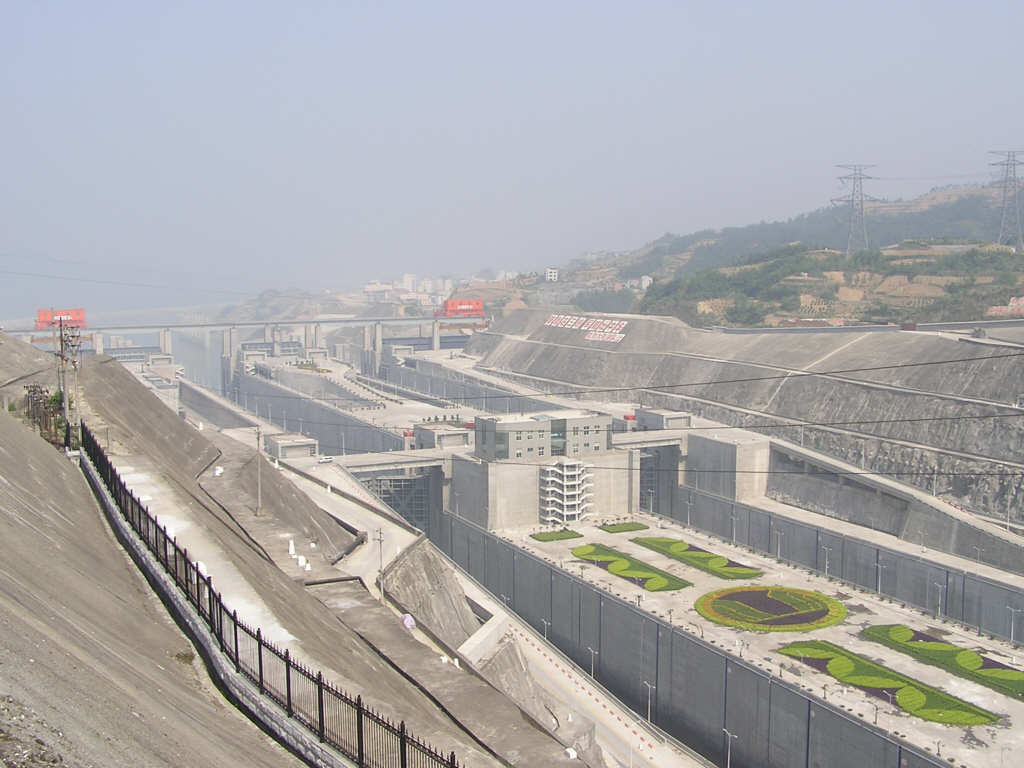
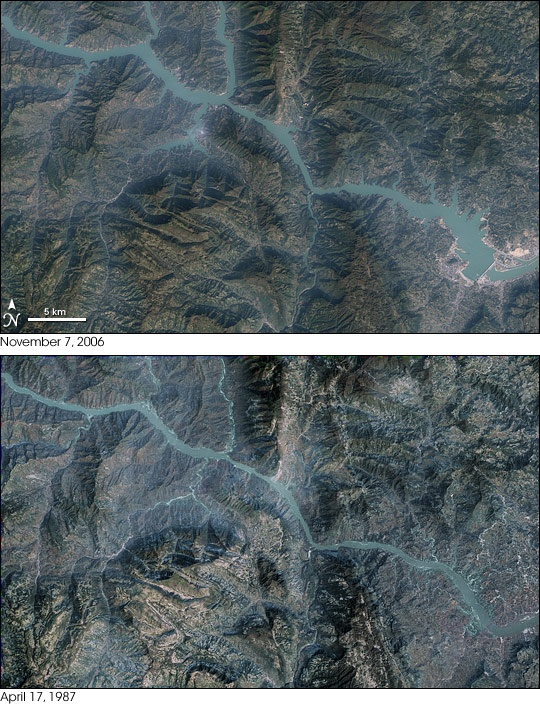
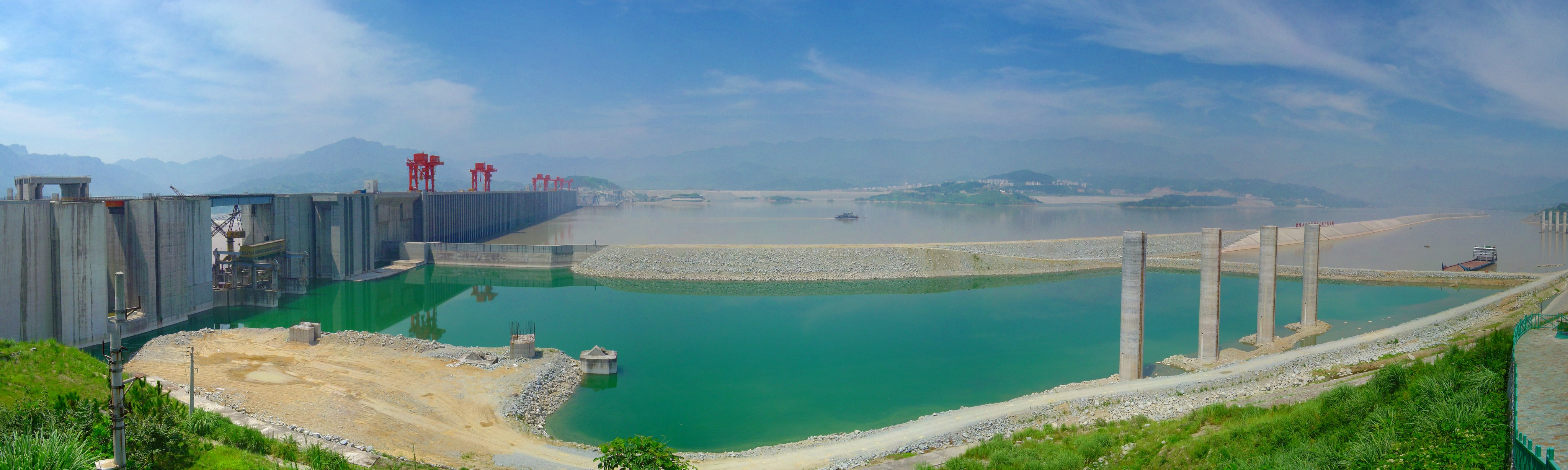
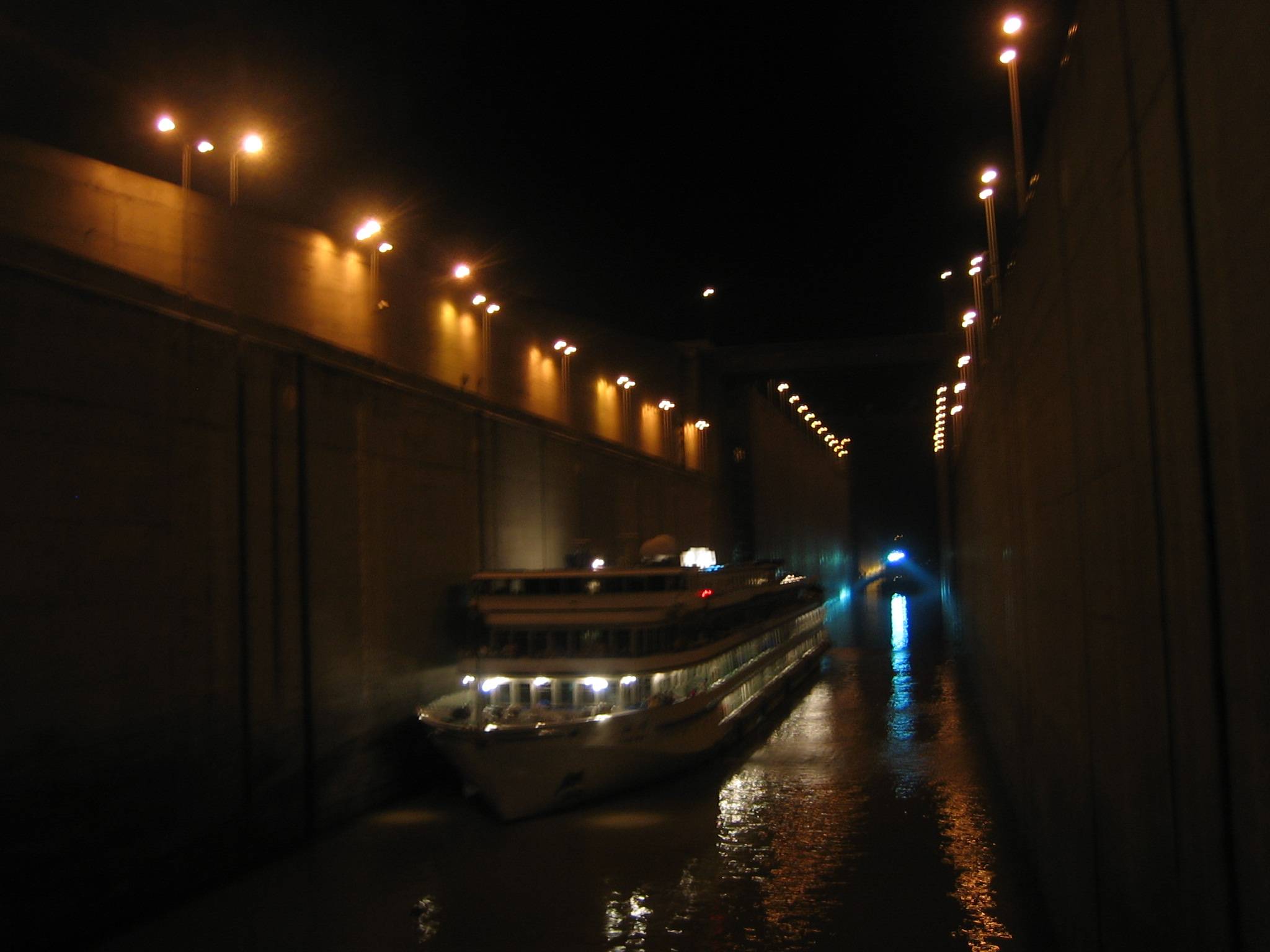
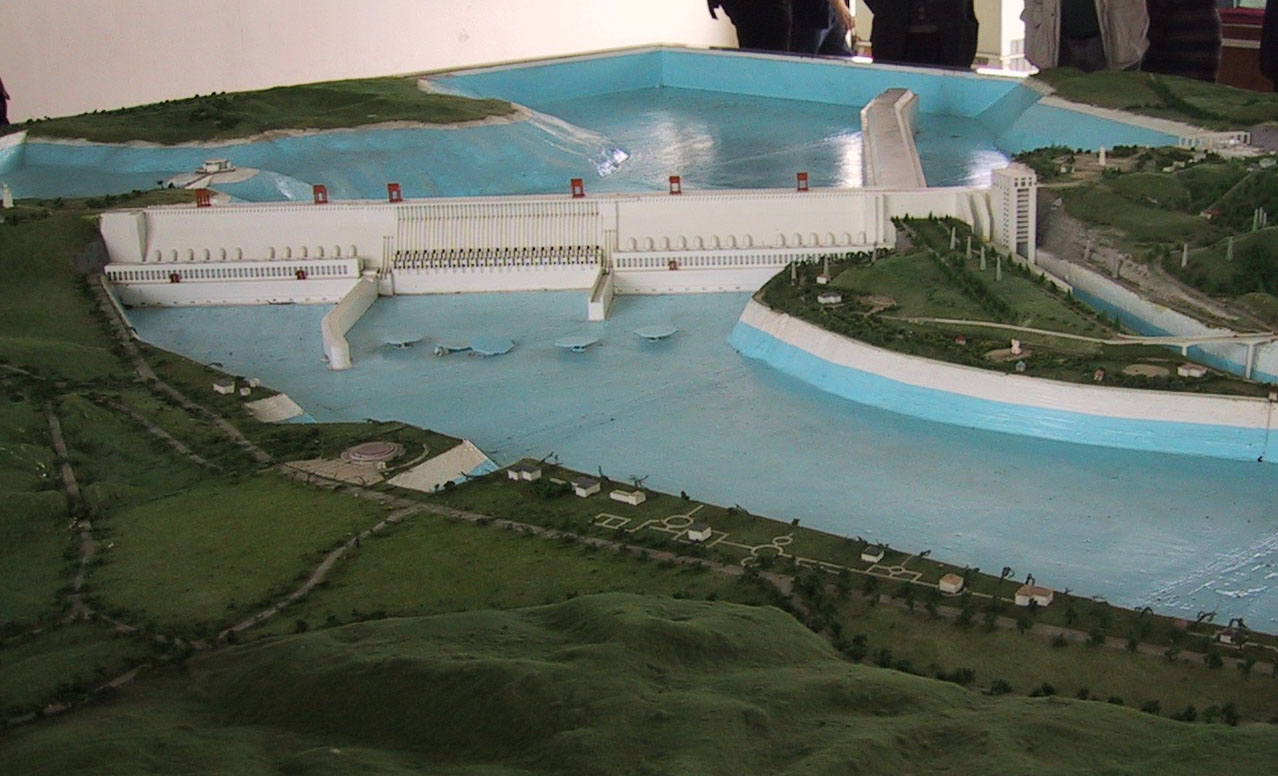
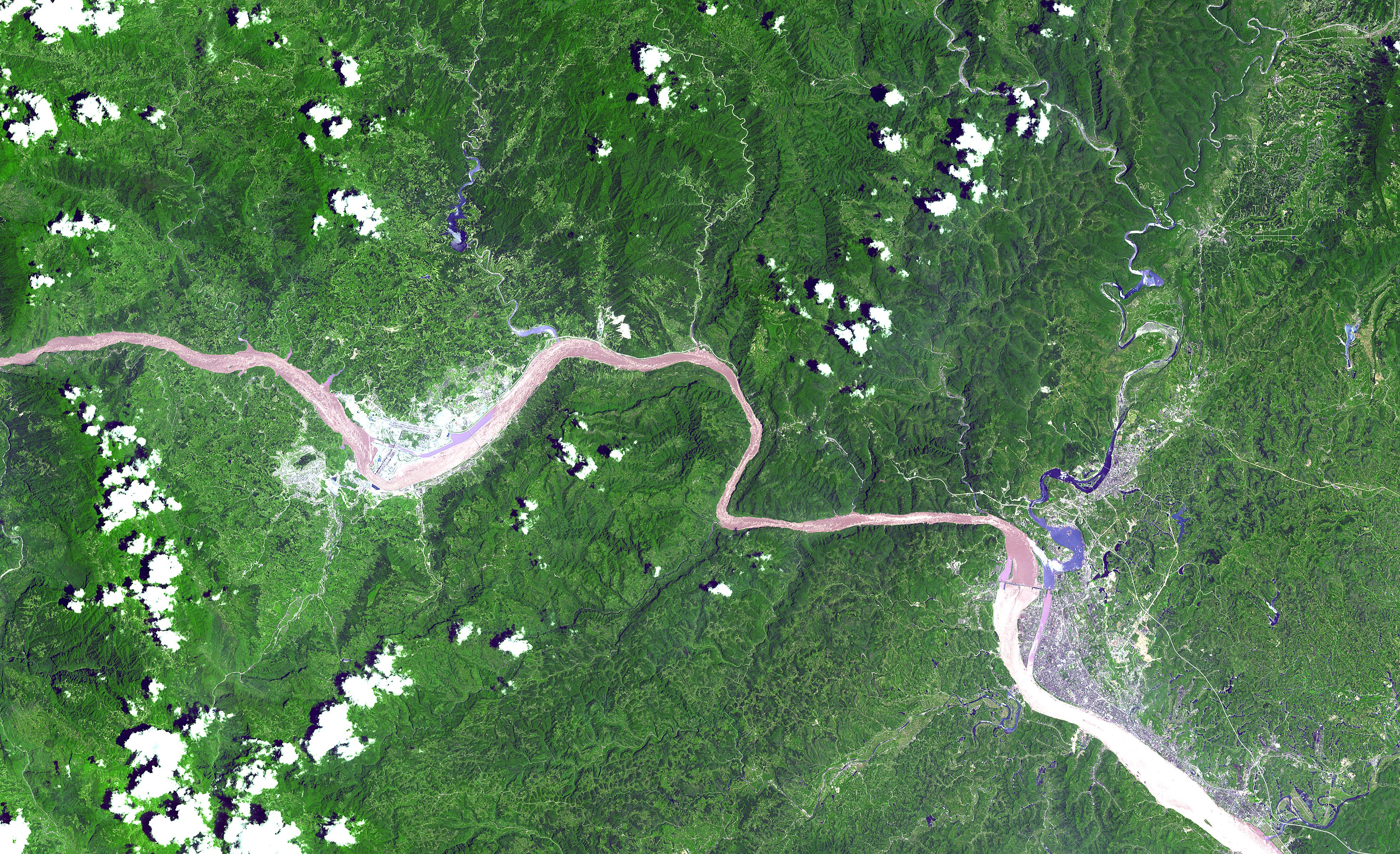
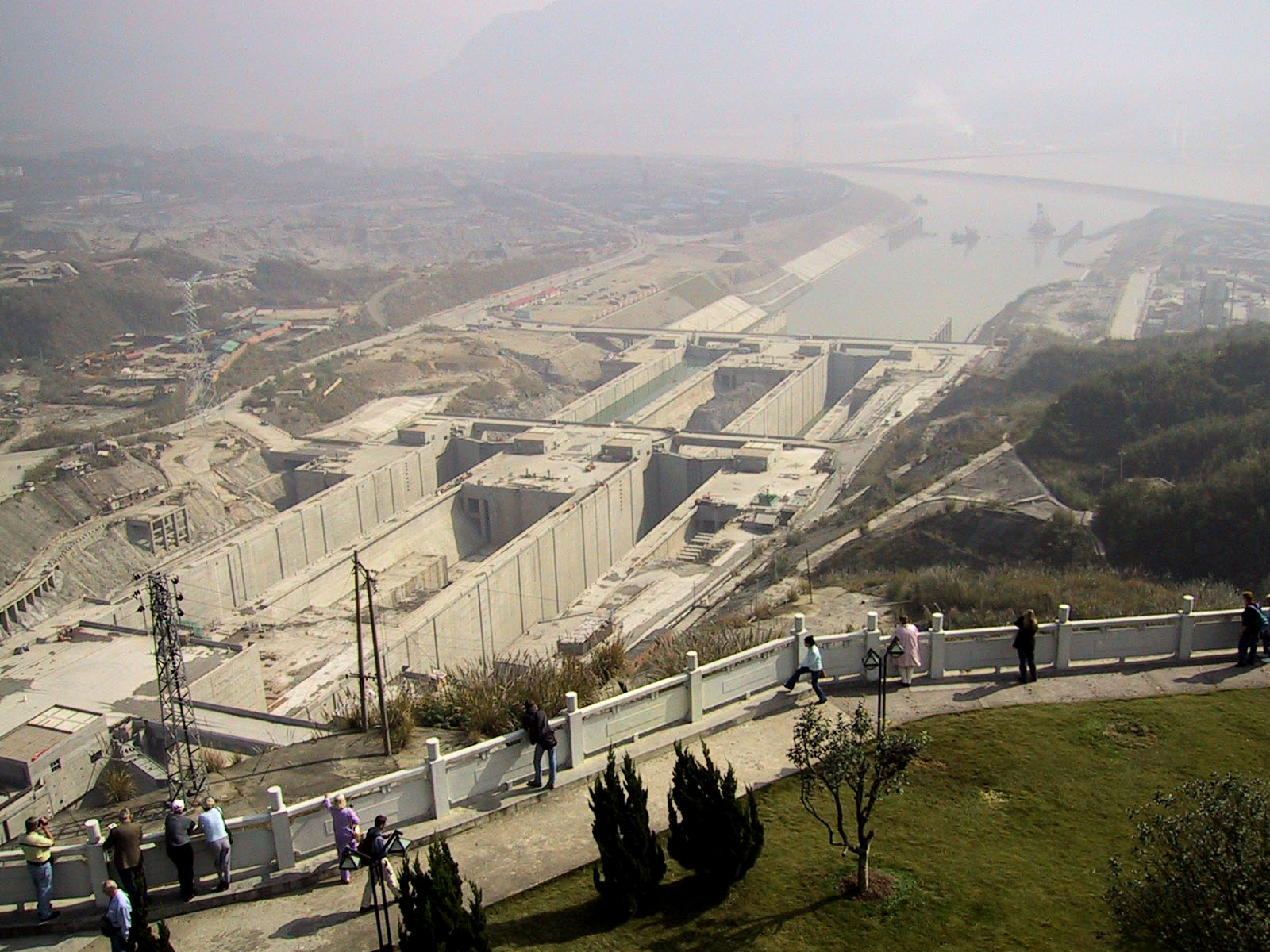